# Megataphrus
Megataphrus is een geslacht van kevers uit de familie somberkevers (Zopheridae).

## Soorten
Deze lijst is mogelijk niet compleet.
- M. arizonicus
- M. chandleri
- M. tenuicornis